# تاماکی ماتسوموتو
تاماکی ماتسوموتو (انگلیسی: Tamaki Matsumoto; ۷ فوریهٔ ۱۹۹۹ – ) صداپیشه، بازیگر، و بازیگر خردسال اهل ژاپن بود. وی بین سال‌های ۲۰۰۲ تا ۲۰۱۱ میلادی فعالیت می‌کرد.